# Scolesa chrysacantha
Scolesa chrysacantha är en fjärilsart som beskrevs av Jean Baptiste Boisduval 1871/72. Scolesa chrysacantha ingår i släktet Scolesa och familjen påfågelsspinnare. Inga underarter finns listade.